# Scott Tower

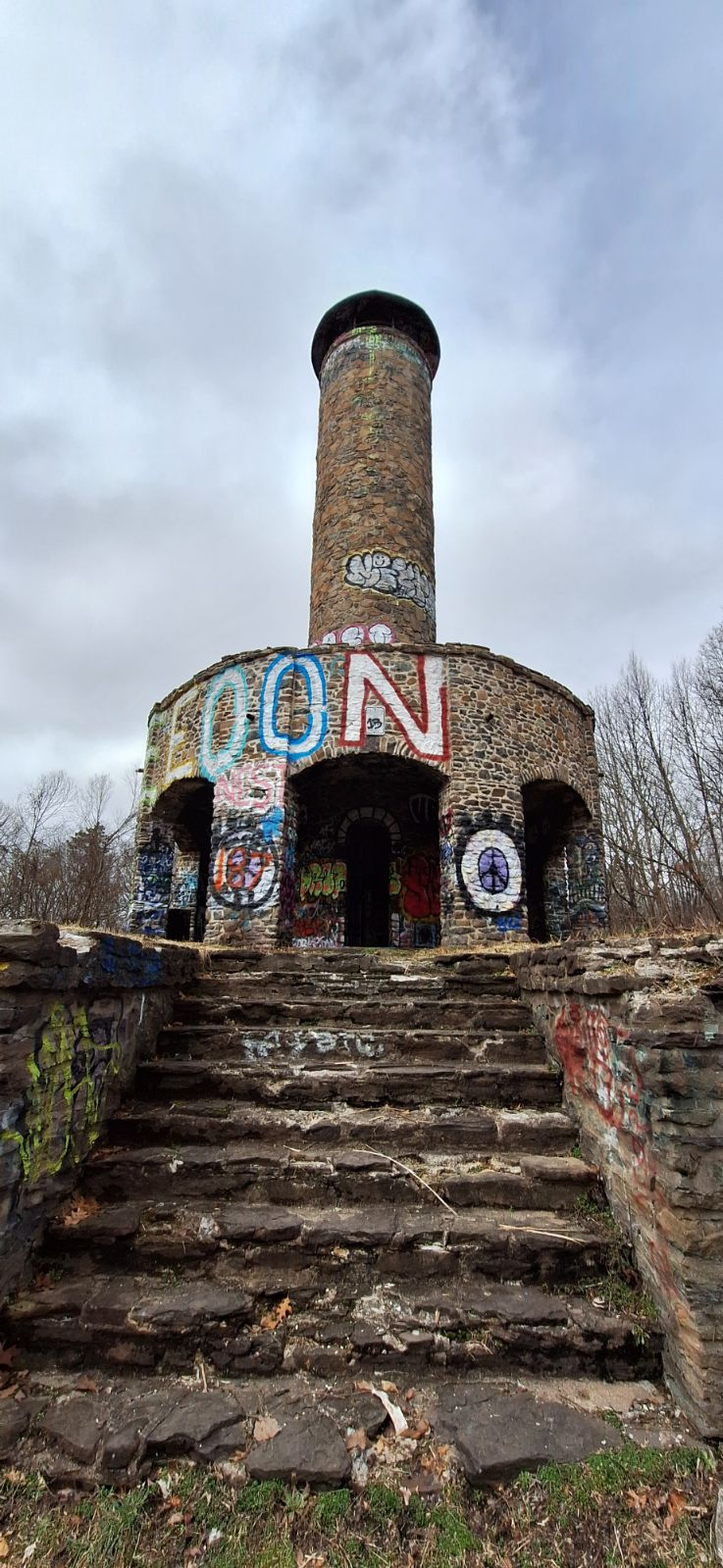
Scott Tower en marzo de 2024.

La Walter Scott Memorial Tower, a menudo denominada Scott Tower, es una torre de piedra construida en 1940 en Holyoke, Massachusetts, Estados Unidos. La torre fue construida en Anniversary Hill Park, y lleva el nombre del propietario original y donante del terreno, el coronel Walter Scott. Las mejoras realizadas en la década de 1940 por el Cuerpo Civil de Conservación y la Administración de Progreso de Obras permitieron el acceso a través de senderos y puentes peatonales, pero desde la década de 2000 la torre ha sido objeto de grafiti y vandalismo. Se programaron más mejoras en 2023 para permitir el acceso de sillas de ruedas a la torre.

## Historia

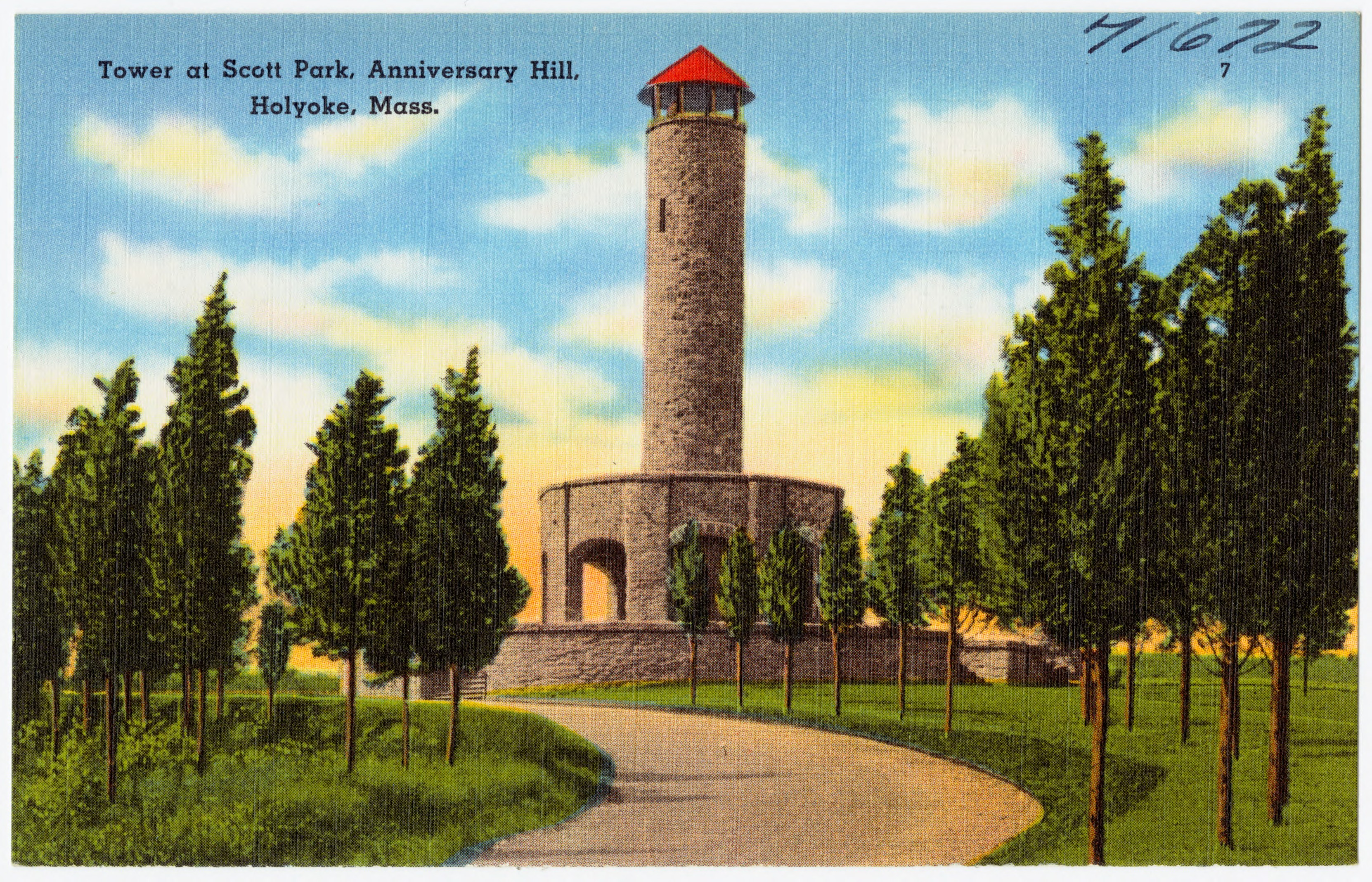
Postal que representa la Scott Tower en 1972.

El terreno en el que se construyó la Scott Tower, Anniversary Hill, se proporcionó a la ciudad de Holyoke a través de varias donaciones desde 1923 hasta 1939 para conmemorar el 50 aniversario de la ciudad. El alcance del proyecto era crear la «propia versión del Central Park de Nueva York» de Holyoke. La torre se completó en 1940 y la Administración de Progreso de Obras trabajó para despejar senderos, proporcionar senderos para caminar y brindar servicios en el área, como un campo de béisbol y una pista de esquí. La torre se utilizó como vigía para las pruebas de apagón en tiempos de guerra en los años siguientes, y durante un tiempo, el área fue utilizada con frecuencia, principalmente por entusiastas de la naturaleza y trineos.
En 1960, la construcción de la Interestatal 91 pasó por Anniversary Hill Park, cortando la parte occidental del parque donde se encontraba Scott Tower y limitando la accesibilidad; en los años siguientes, el uso público del área disminuyó significativamente. Poco se hizo con el parque durante las décadas siguientes, aunque la torre fue limpiada de graffiti en la década de 1970 gracias al programa de conservación Legacy of Parks. En 2000, AT&T propuso la construcción de una torre de telefonía celular cerca de la Scott Tower, que se completó en 2001. Las mejoras propuestas en 2021 permitirían el acceso para sillas de ruedas y el entierro subterráneo de los servicios públicos conectados a la torre de telefonía celular, que fueron aprobadas en noviembre de 2023.

## Descripción
Scott Tower es una torre de piedra 56 pies (17,1 m) de altura construida con piedras excavadas en la colina en la que se encuentra. Se puede subir a la torre hasta su plataforma de observación superior a través de una escalera de caracol. La torre ha estado sujeta a graffitis durante la mayor parte de su existencia. Debido al cierre de la carretera que pasa por la Interestatal 91, los visitantes deben caminar un camino de una milla de largo para llegar a la torre.